# Partula gibba
Partula gibba е вид коремоного от семейство Partulidae. Видът е критично застрашен от изчезване.

## Разпространение
Разпространен е в Гуам и Северни Мариански острови.